# Тіптон (Каліфорнія)
Тіптон (англ. Tipton) — переписна місцевість (CDP) в США, в окрузі Туларе штату Каліфорнія. Населення — 2519 осіб (2020).

## Географія
Тіптон розташований за координатами 36°3′31″ пн. ш. 119°18′47″ зх. д. / 36.05861° пн. ш. 119.31306° зх. д. (36.058522, -119.312971).  За даними Бюро перепису населення США в 2010 році переписна місцевість мала площу 2,62 км², уся площа — суходіл.

## Демографія
Згідно з переписом 2010 року, у переписній місцевості мешкали 2543 особи в 610 домогосподарствах у складі 525 родин. Густота населення становила 972 особи/км².  Було 645 помешкань (247/км²).
Расовий склад населення:
| - 60,4 % — білих - 0,6 % — корінних американців - 0,4 % — азіатів - 0,1 % — чорних або афроамериканців - 36,3 % — осіб інших рас |

До двох чи більше рас належало 2,2 %. Частка іспаномовних становила 84,4 % від усіх жителів.
За віковим діапазоном населення розподілялося таким чином: 40,7 % — особи молодші 18 років, 54,3 % — особи у віці 18—64 років, 5,0 % — особи у віці 65 років та старші. Медіана віку мешканця становила 24,0 року. На 100 осіб жіночої статі у переписній місцевості припадало 107,6 чоловіків;  на 100 жінок у віці від 18 років та старших — 111,7 чоловіків також старших 18 років.
Середній дохід на одне домашнє господарство  становив 35 826 доларів США (медіана — 31 445), а середній дохід на одну сім'ю — 33 423 долари (медіана — 31 181). Медіана доходів становила 27 282 долари для чоловіків та 19 674 долари для жінок. За межею бідності перебувало 33,1 % осіб, у тому числі 43,3 % дітей у віці до 18 років та 19,4 % осіб у віці 65 років та старших.
Цивільне працевлаштоване населення становило 913 особи. Основні галузі зайнятості: сільське господарство, лісництво, риболовля — 52,8 %, виробництво — 10,6 %, роздрібна торгівля — 10,1 %, мистецтво, розваги та відпочинок — 9,7 %.